# 露娜 银河之星物语
《露娜 银河之星物语》是一款由Game Arts和Japan Art Media制作、角川書店发行的角色扮演类游戏。本游戏为1992年发行的《露娜 银河之星》的重制版，于1996年10月25日在世嘉土星日本地区发行。游戏后移植至Windows和PlayStation。
游戏是一个传统的角色扮演类游戏。游戏新的战斗画面采用了《露娜 永恒之蓝》。
世嘉土星版本的游戏收到好评。